# Knebworth
Knebworth est un village situé dans le comté de Hertfordshire, Angleterre. Il est situé sur la Grande route du Nord (A1 Road) entre Stevenage et Woolmer Green.
Ce village est surtout connu en raison des concerts en plein air qui se tiennent régulièrement dans le parc de son manoir (Knebworth House) depuis 1974. Knebworth House est la résidence de la famille Bulwer-Lytton depuis 1490.